# Joel de la Fuente
Joel de la Fuente (New Hartford, 21 aprile 1969) è un attore statunitense.

## Biografia
Di origini filippine, cinesi e malesi, si laureò nel 1991 all'Università Brown in arti drammatiche, e nel 1994 ottenne un master in recitazione all'Università di New York. A partire dal 2002 ricopre un ruolo ricorrente nella serie Law & Order - Unità vittime speciali, il tenente Ruben Morales, per oltre 50 episodi. È noto al pubblico in particolar modo per il ruolo dell'ispettore capo Kido nella serie L'uomo nell'alto castello. Nel 2023 enta nel cast principale della serie The Walking Dead: Daryl Dixon. L'attore è sposato con Melissa Bowen, anche lei attrice, ed hanno un figlio. 

## Filmografia

### Cinema
- Un adorabile testardo (Roommates), regia di Peter Yates (1995)
- Il tempo di decidere (Return to Paradise), regia di Joseph Ruben (1998)
- Personal Velocity - Il momento giusto (Personal Velocity: Three Portraits), regia di Rebecca Miller (2002)
- E venne il giorno (The Happening), regia di M. Night Shyamalan (2008)
- Ava's Possessions, regia di Jordan Galland (2015)
- Red Sparrow, regia di Francis Lawrence (2018)
- Master - La specialista, regia di Mariama Diallo (2022)

### Televisione
- 100 Centre Street – serie TV, 12 episodi (2001-2022)
- Law & Order - Unità vittime speciali (Law & Order: Special Victims Unit) – serie TV, 52 episodi (2002-2011)
- La valle dei pini (All My Children) – soap opera, 4 puntate (2007)
- Canterbury's Law – serie TV, 2 episodi (2008)
- Taking Chance - Il ritorno di un eroe (Taking Chance), regia di Ross Katz – film TV (2009)
- Hemlock Grove – serie TV, 28 episodi (2013-2015)
- L'uomo nell'alto castello (The Man in the High Castle) – serie TV, 39 episodi (2015-2019)
- Madam Secretary – serie TV, 3 episodi (2017-2019)
- Manifest – serie TV, 2 episodi (2018-2020)
- The Blacklist – serie TV, episodio 6x20 (2019)
- Diavoli (Devils) – serie TV, 8 episodi (2022)
- The Walking Dead: Daryl Dixon – serie TV, 6 episodi (2023-2024)
- Evil – serie TV, episodio 3x02 (2022)

## Doppiatori italiani
Nelle versioni in italiano delle opere in cui ha recitato, Joel de la Fuente è stato doppiato da:
- Emiliano Coltorti ne L'uomo nell'alto castello, Master - Lo specialista
- Paolo Vivio in Law & Order - Unità vittime speciali
- Alberto Caneva in Taking Chance - Il ritorno di un eroe
- Luca Graziani in Hawaii Five-0
- Luigi Scribani in Blue Bloods
- Francesco Mei in Hemlock Grove
- Giulio Pierotti in Red Sparrow
- Stefano Billi in Bull
- Francesco Prando in Diavoli
- Emanuele Ruzza in The Good Doctor
- Roberto Certomà in The Walking Dead: Daryl Dixon